# Al Strobel
Al Strobel, właśc. Albert Michael Strobel (ur. 1939 lub 28 stycznia 1940 w Madison w stanie Wisconsin (USA), zm. 2 grudnia 2022 w Eugene w stanie Oregon) – amerykański aktor filmowy, telewizyjny i teatralny, 
W wieku 17 lat stracił lewą rękę w wypadku samochodowym. W latach 60.-80. XX wieku występował w przedstawieniach teatralnych m.in. przy współpracy z University of Oregon, gdzie ukończył studia w dziedzinie mediów audiowizualnych, np. w zrealizowanej dla telewizji Oregon Educational and Public Broadcasting Service (OEBPS) inscenizacji Łabędziego śpiewu Antona Czechowa w 1975, a także w Romeo i Julii, Oklahoma!, Ryszardzie III oraz w Operze za trzy grosze w San Francisco wraz z m.in. Catherine E. Coulson. Wykonane przez niego nagranie koncertu Grateful Dead w Veneta w stanie Oregon 27 sierpnia 1972 zostało wykorzystane w filmie Sunshine Daydream z 2013.
Największy rozgłos zdobył dzięki roli jednorękiego wędrownego sprzedawcy obuwia ze Spokane Phillipa Michaela Gerarda będącego ziemskim wcieleniem nadprzyrodzonej istoty o imieniu Mike w serialach Miasteczko Twin Peaks i Twin Peaks oraz filmie Twin Peaks: Ogniu krocz ze mną w reżyserii Davida Lyncha.

## Filmografia

### Filmy
| Rok  | Tytuł                                                                               | Rola                          | Reżyser           |
| ---- | ----------------------------------------------------------------------------------- | ----------------------------- | ----------------- |
| 1986 | Shadow Play                                                                         | Byron                         | Susan Shadburne   |
| 1990 | Sitting Target                                                                      | mężczyzna we śnie             | Phillip J. Roth   |
| 1990 | Megaville                                                                           | spiker                        | Peter Lehner      |
| 1991 | Dziecię ciemności, dziecię światłości (Child of Darkness, Child of Light) (film TV) | Dr. Seville                   | Marina Sargenti   |
| 1992 | Twin Peaks: Ogniu krocz ze mną (Twin Peaks: Fire Walk with Me)                      | Phillip Michael Gerard (Mike) | David Lynch       |
| 2001 | Ricochet River                                                                      | jednoręki mężczyzna           | Deborah Del Prete |
| 2014 | Twin Peaks: The Missing Pieces                                                      | Phillip Michael Gerard        | David Lynch       |

### Seriale telewizyjne
| Rok       | Tytuł                              | Rola                                               | Uwagi       |
| --------- | ---------------------------------- | -------------------------------------------------- | ----------- |
| 1989–1991 | Miasteczko Twin Peaks (Twin Peaks) | Phillip Michael Gerard (Mike, jednoręki mężczyzna) | 10 odcinków |
| 2017      | Twin Peaks                         | Phillip Michael Gerard (Mike)                      | 9 odcinków  |